# Fehlleistung
Die Bezeichnung Fehlleistung wurde durch Sigmund Freud geprägt und steht in dessen Psychoanalyse für unbeabsichtigte Handlungen und sprachliche Äußerungen, die gemeinhin als „Versprecher“, „Verhören“, oder „Versehen“ bezeichnet werden, die aber, so Freud, auf einer unbewussten Ebene durchaus Sinn ergeben. Die Theorie der Fehlleistungen entwickelte Freud in seiner Abhandlung Zur Psychopathologie des Alltagslebens aus dem Jahr 1904.

## Begriff bei Freud
Sigmund Freud stellt diesen Fehlleistungen auch noch das vorübergehende Vergessen, das Verlegen von Gegenständen, das Verlieren von Dingen wie Fähigkeiten und andere „Irrtümer“ sowie eine „Anzahl von ähnlichen Erscheinungen“ bei. Fehlleistungen genauso wie Träume und neurotische Symptome stellen Kompromissbildungen zwischen den aus dem Es kommenden Triebregungen und dem im Ich bestimmenden Realitätsprinzip dar. Besonders bei der Fehlleistung ist aber, dass dadurch die handelnde Person ein Ziel, das sie bewusst verfolgt, durch ein anderes ersetzt, wodurch sich die unbewussten Regungen manifestieren können. Deshalb könnten sie in gewissem Sinne auch als Richtigleistungen benannt werden.
Die Ursache für die Entstehung der Fehlleistungen sieht Freud in der Existenz und Aktivität unbewusster Beweggründe, die, etwa aus Anstandsgründen, der psychischen Zensur unterliegen und nicht bewusst geäußert werden können. In der Fehlleistung äußert sich das Unbewusste dennoch, auch wenn das Ich-Bewusstsein diese Äußerung meist als bloßes Versehen abtut. Als Beispiel führt Freud einen Fall an, in dem jemand äußert, etwas sei zum „Vorschwein“ gekommen (anstatt „Vorschein“). Auf Nachfrage hin räumt der Sprecher zögernd ein, dass er die Machenschaften, denen sein „aus Versehen“ (scheinbar) misslungener Satz galt, für eine echte Schweinerei hielt.   
Laut Freud gibt es drei nennenswerte Gruppen, die jeweils unterschiedlich mit den Fehlleistungen umgehen: 
- eine erste Gruppe, die die Fehlleistung im Ansatz bemerkt und sofort unkenntlich zu machen versucht.
- Die zweite Gruppe merkt die Fehlleistung nicht und nachdem man sie darauf angesprochen hat, bestreiten ihre Angehörigen entweder überhaupt, sich z. B. versprochen zu haben, oder führen es auf reinen Zufall zurück.
- Eine dritte Gruppe bemerkt ihre Fehlleistung ebenfalls nicht, kann sie aber, nachdem man sie darauf angesprochen hat, nachvollziehen und auch einsehen, weswegen es zu dieser Fehlleistung wahrscheinlich kam.

Fehlleistungen rühren laut Freud unter anderem aus Triebimpulsen her, die im Alltag verdrängt oder abgewehrt werden (siehe Abwehrmechanismus). Durch die Zurückdrängung dieser Impulse entsteht ein Triebstau, der sich unter anderem in Fehlleistungen Ausdruck verschaffe.

## Kritik
Man kann in der Tatsache des Daseins von Fehlleistungen Indizien für Freuds Theorie des Aufbaus der Psyche in Unbewusstes, Vorbewusstes und Bewusstes sehen. Dennoch lassen sich nicht alle Fehlleistungen auf Vorgänge im Unbewussten der Psyche zurückführen; anstatt psychischer Gründe können rein organisch bedingte existieren, die Gedächtnis- und Sprachstörungen verursachen. Bei hartnäckigen, auch akut lebensbedrohlichen Störungen empfahl Freud dringend die begleitende oder vorrangige Konsultation eines Physiologen, um eine organische Störung eindeutig zu bestätigen oder ausschließen zu können.
Mit der Theorie des Unbewussten der Psychoanalyse setzt sich besonders kritisch die Verhaltenstherapie auseinander, indem sie sich nicht so sehr um die Aufdeckung etwaig unbewusster Beweggründe kümmert. Hier wird vor allem auf die Wissenschaftstheorie von Karl Popper verwiesen.